# 馬棱
马棱（?—?），字伯威，扶风郡茂陵縣（今陕西省兴平市东北）人。东汉官員。伏波将军马援的族孙。
马棱幼年丧父，随堂兄马毅居住。马毅死后无子，马棱为他守孝三年。汉章帝建初年间，为郡功曹，举孝廉，征拜谒者。章和元年（87年）任广陵郡（今江苏省扬州市）太守。当时粮价昂贵，百姓饥馑。他奏请罢免盐官，保护百姓利益，赈恤贫穷盐民；救济贫穷，减轻赋税；兴修水利，鼓励修复陂塘湖泽以利灌溉，溉田二万余顷。汉和帝永元二年（90年）转汉阳郡太守，侵赋百姓以奉大将军窦宪军费。窦宪诛，马棱坐抵罪。数年后，复为丹阳郡（今安徽宣城市）太守，镇压当地豪强，擒灭惯匪。改任会稽郡太守，多有政绩。最后改任河内郡太守。汉安帝永初年间，后坐事抵罪，卒于家。